# Sœur Angèle
Pour les articles homonymes, voir Angèle, Sœur Angèle-Marie et Rizzardo.
 (septembre 2009).
Si vous disposez d'ouvrages ou d'articles de référence ou si vous connaissez des sites web de qualité traitant du thème abordé ici, merci de compléter l'article en donnant les références utiles à sa vérifiabilité et en les liant à la section « Notes et références ».
Sœur Angèle, née Angiola Rizzardo, puis surnommée Ginetta, puis Gina puis Angèle, à Cavaso del Tomba en Italie le 11 août 1938, est une religieuse québécoise d'adoption, connue pour son enseignement de la cuisine.

## Biographie
Ginetta Rizzardo est née près de Trévise en Vénétie, en Italie, en 1938. C'est à douze ans qu'elle apprend à cuisiner. Tous les jours, en rentrant de l'école, elle fait son apprentissage au café Bramezza, pas très loin de chez elle.
Elle est arrivée au Québec en 1955. Elle entre dans la communauté religieuse de Notre-Dame-du-Bon-Conseil, à Montréal, deux ans plus tard, sous le nom de Sœur Angèle. Elle apprend le français à l'hôpital Hôtel-Dieu et va travailler à l'ambassade italienne pour accueillir les délégués officiels d'une foule de pays.
Après avoir travaillé durant seize ans comme professeur à l'Institut de tourisme et d'hôtellerie du Québec, elle s'oriente vers la recherche technologique et passe rapidement en communication.
Entre autres expériences professionnelles, elle a publié plusieurs livres, participé comme animatrice ou comme chroniqueuse à de nombreuses émissions de télévision, de radio ainsi qu'à des publications.
En juin 2007, le Pape Benoît XVI lui accorde une audience à l'occasion du cinquantième anniversaire de sa vie religieuse.
En juin 2008, un fromage fin est créé en son honneur et porte son nom « Le Sœur Angèle ». Une partie des profits de la vente est versée à une œuvre caritative.
En 2013, l'éditeur Marcel Broquet publie le livre Sœur Angèle, une biographie traduite de l'italien et écrite par l'auteure Concetta Voltolina. La version originale a gagné le prix Il Globo Tricolore en Italie.

## Formation
- Brevet d'enseignement en alimentation et en art culinaire, Ministère de l'Éducation du Québec, 1971.
- Cours de cuisine professionnelle, de boulangerie et de pâtisserie, Institut de tourisme et d'hôtellerie du Québec, 1975 - 1980.
- Participation à Les Marmitons[6] de Montréal.

## Séries radiophoniques
- Les Recettes de Sœur Angèle, avec André Paillé, animateur à CHRC (Québec) à partir du milieu des années 1980 (durée 5 ans)[7].

## Séries télévisées
- Allô Boubou sur Radio-Canada (série variétés des années 70-80)
- Émission sur Télé Italia
- Rêve d'un jour (série des années 89-90, un épisode avec Gaby Anampa, en collaboration avec le restaurant l'Eau à la bouche)
- Le Train de 5 heures (série variétés des années 80, la suite d'Allô Boubou)
- La Fourchette d'or, La Fourchette d'aujourd'hui et La Fourchette des vedettes sur TQS
- À votre santé sur TVA
- Les 7 jours de Sœur Angèle sur Radio-Canada (1993-1995)
- Caféine sur TQS (2003-2007)
- Les enfants de la télé (2013)
- Le petit monde de Laura Cadieux saison 2 épisode 4
- Master chef Québec  (2024)
- Émission sur Historia Steak, blé dinde, patates (2024)

## Sources
- Cuisine du Québec
- Fromages Kaiser